# Pardomuan Nauli (Lagu Boti)
Pardomuan Nauli is een bestuurslaag in het regentschap Toba Samosir van de provincie Noord-Sumatra, Indonesië. Pardomuan Nauli telt 1172 inwoners (volkstelling 2010).